# Barreado
Il barreado è un piatto tipico della cucina brasiliana, in particolare dello Stato di Paraná (Brasile sud-orientale) e di Bahia (Brasile nord-orientale), a base di manzo, pancetta, pomodoro, cipolla e spezie. In origine consumato durante il periodo di Carnevale e considerato un piatto povero, è ora consumato in qualsiasi periodo dell'anno ed è presente nel menu di pressoché ogni ristorante delle località balneari di Paraná.

## Etimologia
Il termine barreado deriva dal termine barro, che significa "fango".

## Storia
Questo piatto veniva in origine preparato nelle 4 notti di Carnevale, mentre si ballava il fandango.

## Ingredienti
Per preparare un piatto di barreado occorrono i seguenti ingredienti:
- 2,5 kg di carne
- 300 g di pancetta tagliata a cubetti
- 2 o 3 cipolle grandi piccanti
- 3 o 5 spicchi d'aglio
- 3 foglie di alloro
- 200 ml di aceto
- Sale e pepe
- Cumino e altre spezie

## Preparazione
Il barreado viene solitamente preparato lungo un arco di 24 ore.
La carne viene disposta a strati in una pentola di terracotta (barro). Si consiglia di cucinare il preparato a fuoco lento (meglio se in un forno a legna) per circa 12-15 ore.
Il barreado viene servito in tavola accompagnato da vari tipi di frutta, quali banane e arance.